# Идромено, Кола
Ко́ла Идроме́но (Коль Идромено / алб. Kolë Idromeno / Kol Idromeno; 15 августа 1860, Шкодер — 12 декабря 1939) — албанский художник, живописец, архитектор, сценограф, скульптор, фотограф, рисовальщик.

## Биография
Кола Идромено родился 15 августа 1860 года в Шкодере (в европейской части Османской империи; ныне северо-западная Албания).
Его дед, Андреа Идромено, был живописцем и доктором теологии; а отец, — Арсен Идромено, — дизайнером мебели и также живописцем.

### Живописец
С 1871 по 1875 юноша брал частные уроки в студии шкодерского художника и фотографа, итальянского эмигранта Пьетро Маруби (англ.) (1834—1903). В 1875 году Кола выиграл конкурс на обучение в Академии изящных искусств (англ.) в Венеции. В Венеции Идромено знакомится с шедеврами архитектуры, живописи и скульптуры, в которых переплелись традиции византийского и готического Средневековья, Ренессанса и Барокко. В 1878 году он возвращается в Шкодер и живо участвует в культурно-патриотическом движении города.
В 1883 году Идромено создаёт портрет своей сестры Тоны, ставший одним из высших достижений живописца, и считающийся первым психологическим портретом албанского искусства времени национального Возрождения. Модель одета в традиционный для скутарской девушки костюм, подчёркивающий её стыдливость и духовную чистоту.
Кола Идромено называют основателем албанской реалистической живописи XIX-го— XX веков.

### Архитектор
Сколь широко известен Идромено как живописец, столь же мало — как архитектор.
Его проекты, связанные с заказами на постройки, поступавшими с первых лет XX века, частично сохранились в архиве. Специалисты полагают, что он разработал более 100 проектов зданий в Шкодере в последние годы жизни. На прошедшей в 2013 году выставке экспонировалось 50 фотокопий исполненных автором рисованных эскизов, и 25 авторских фотоснимков с воплощёнными до 1939 года проектами.

## Память
В Шкодере есть пешеходная улица Кола Идромено, сохранившая аутентичный облик начала XX века. (недоступная ссылка)